# Anacampseros

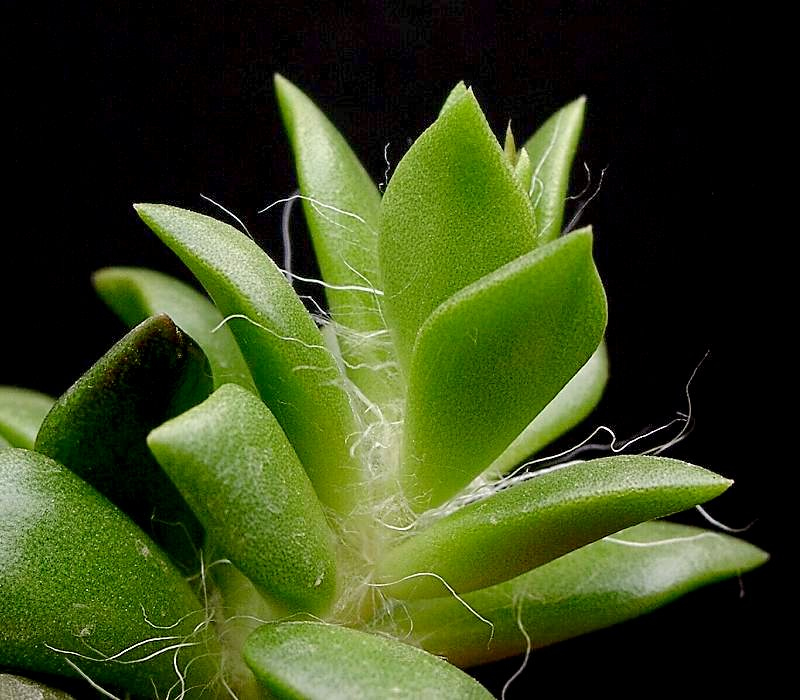
Anacampseros rufescens

Anacampseros ist eine Pflanzengattung aus der Familie der Anacampserotaceae.

## Beschreibung
Die Arten der Gattung Anacampseros wachsen als zwergige, wenig verzweigte, ausdauernde, krautige Pflanzen. Ihre Laubblätter sind entweder groß, fleischig und abfallend oder klein und durch große pergamentartige Nebenblätter verdeckt. Bei großen Blättern sind die Nebenblätter zu abfallenden Haaren reduziert. Die Blüten erscheinen entweder einzeln oder bilden wenigblütige Trauben. Sie sind gestielt oder nicht, gelegentlich sind die Blüten kleistogam. Es sind zwei ausdauernde Kelchblätter, fünf Kronblätter sowie 15 bis 60 Staubblätter vorhanden. Der Fruchtknoten ist oberständig. Die Früchte sind dünne, häutchenartige Kapselfrüchte, die zahlreiche Samen enthalten.
Die bekannten Chromosomenzahlen betragen 2n = 18, 36, 54.

## Verbreitung
Die Gattung Anacampseros ist in Süd- und Ostafrika, Australien (Anacampseros australiana) sowie in Argentinien und Bolivien (Anacampseros kurtzii, Anacampseros vulcanensis) verbreitet. Verbreitungsschwerpunkt sind das Namaqualand und Namibia.

## Systematik

### Äußere Systematik
Die Gattung Anacampseros ist eine der drei Pflanzengattungen in der 2010 neu aufgestellten Familie Anacampserotaceae. Im Gegensatz zu ihren beiden verwandten Gattungen ist sie nicht in Amerika verbreitet. Molekulargenetische Untersuchungen ergaben folgende Verwandtschaftsverhältnisse:
|  | Talinopsis                                                |
|  |                                                           |
|  | \| \| Grahamia \| \| \| \| \| \| Anacampseros \| \| \| \| |
|  |                                                           |
|  | Grahamia                                                  |
|  |                                                           |
|  | Anacampseros                                              |
|  |                                                           |

|  | Grahamia     |
|  |              |
|  | Anacampseros |
|  |              |

### Innere Systematik
Die erste Verwendung des Namens erfolgte 1758 durch Carl von Linné. Die Typusart ist Anacampseros telephiastrum DC., deren nomenklatorisches Synonym Linnés Portulaca anacampseros ist.
Der botanische Name der Gattung leitet sich von den griechischen Worten anakamptein für ‚zurückbringen‘ und eros für ‚Liebe‘ ab, nach einer Plinius und Plutarch bekannten Pflanze, der eine aphrodisische Wirkung zugeschrieben wurde und die heute zur Gattung Sedum gerechnet wird. Eine alternative Deutung legt die griechischen Worte anakampto für ‚niedergebogen‘ und -eros für ‚die Fähigkeit zeigen‘ zugrunde, die sich auf die zurückgebogenen Früchte einiger Arten beziehen könnte.

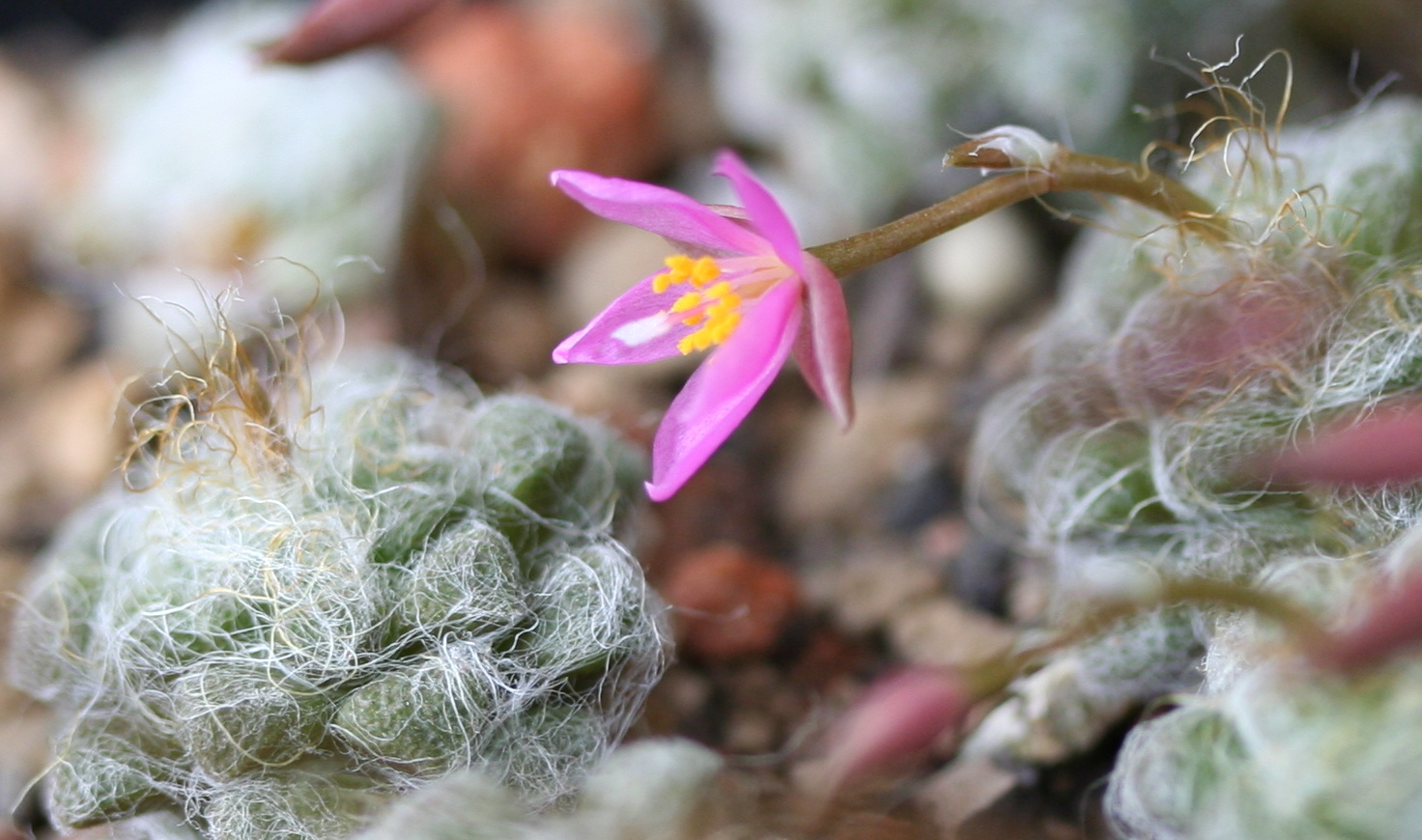
Anacampseros filamentosa

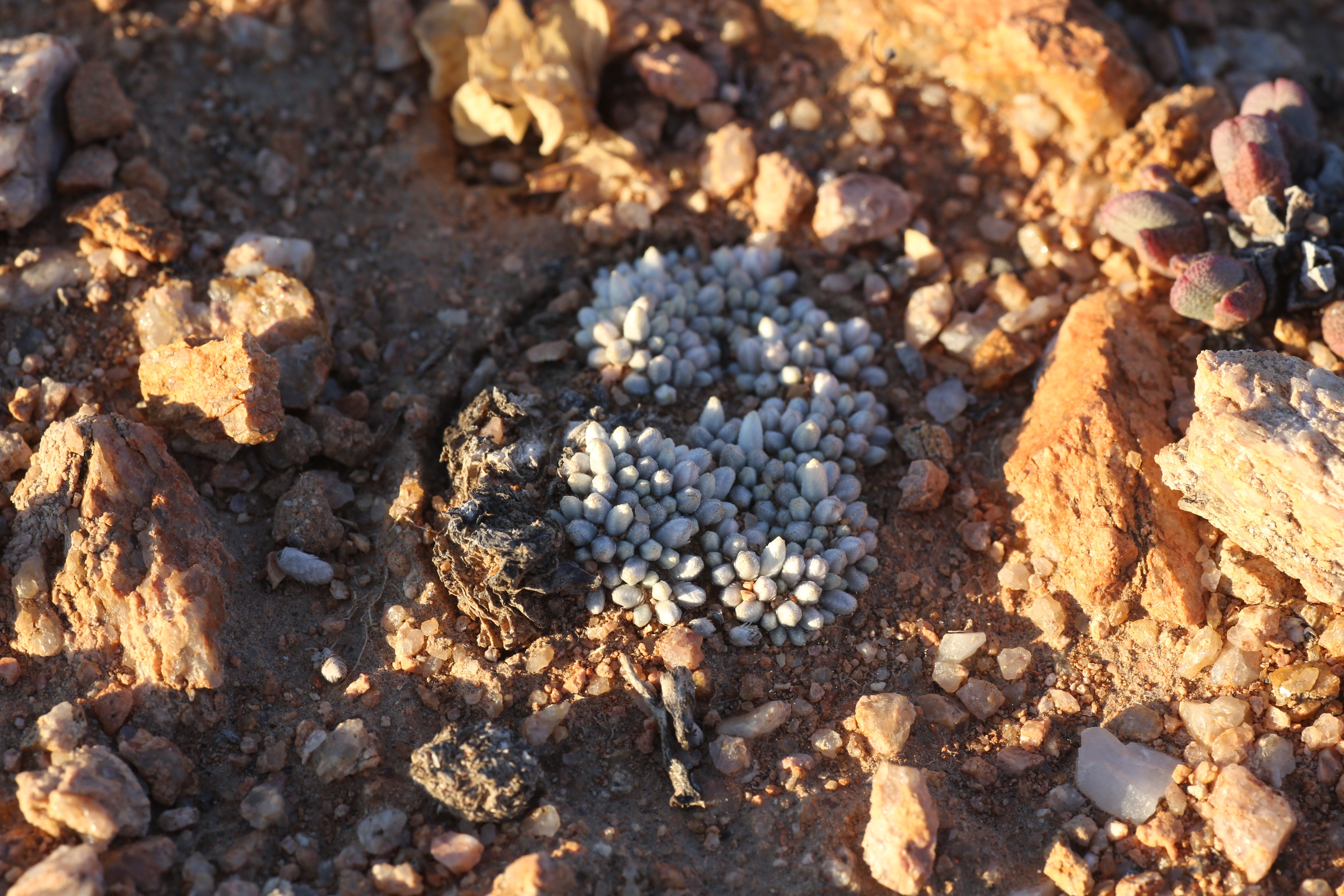
Anacampseros quinaria subsp. alstonii

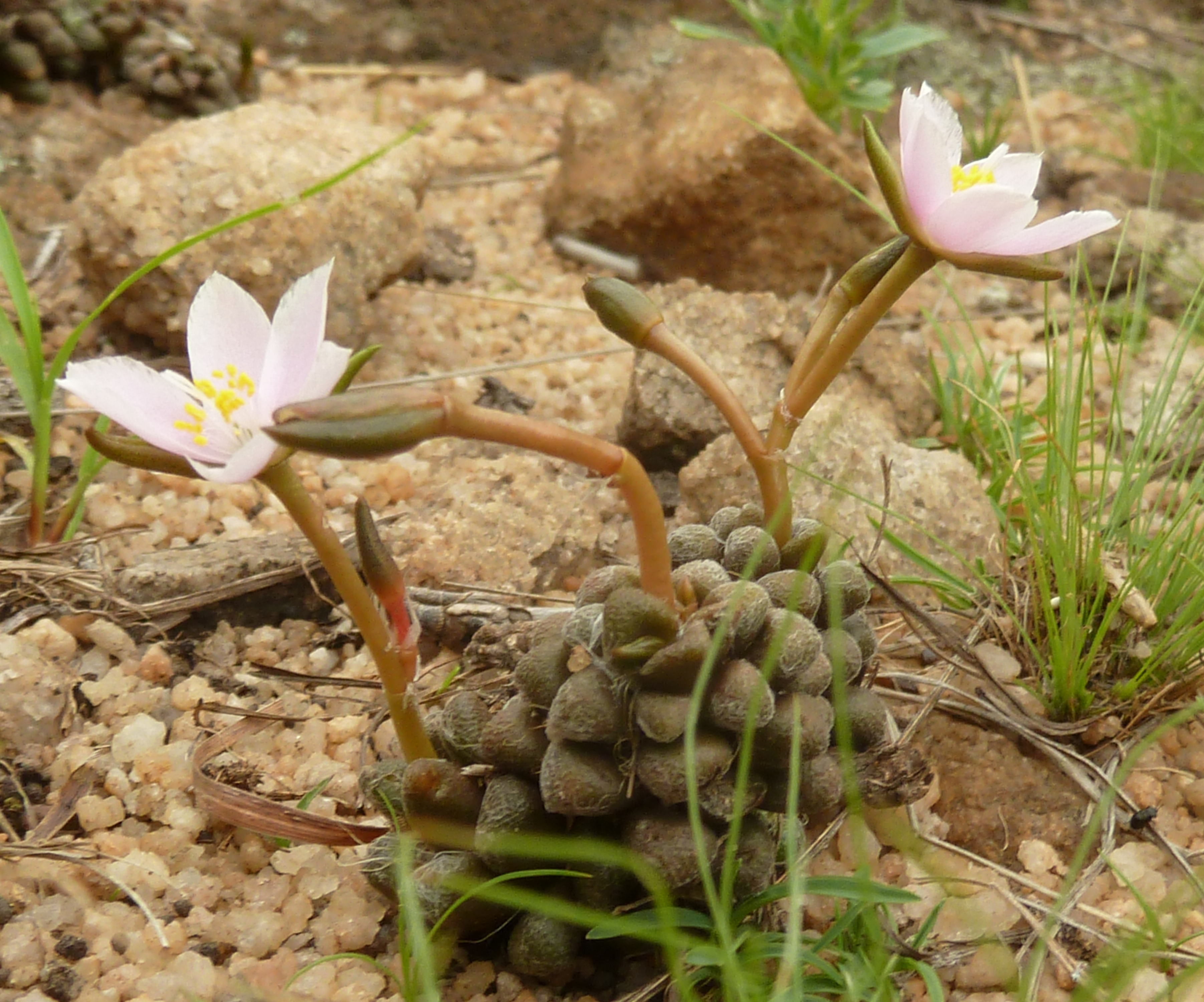
Anacampseros subnuda

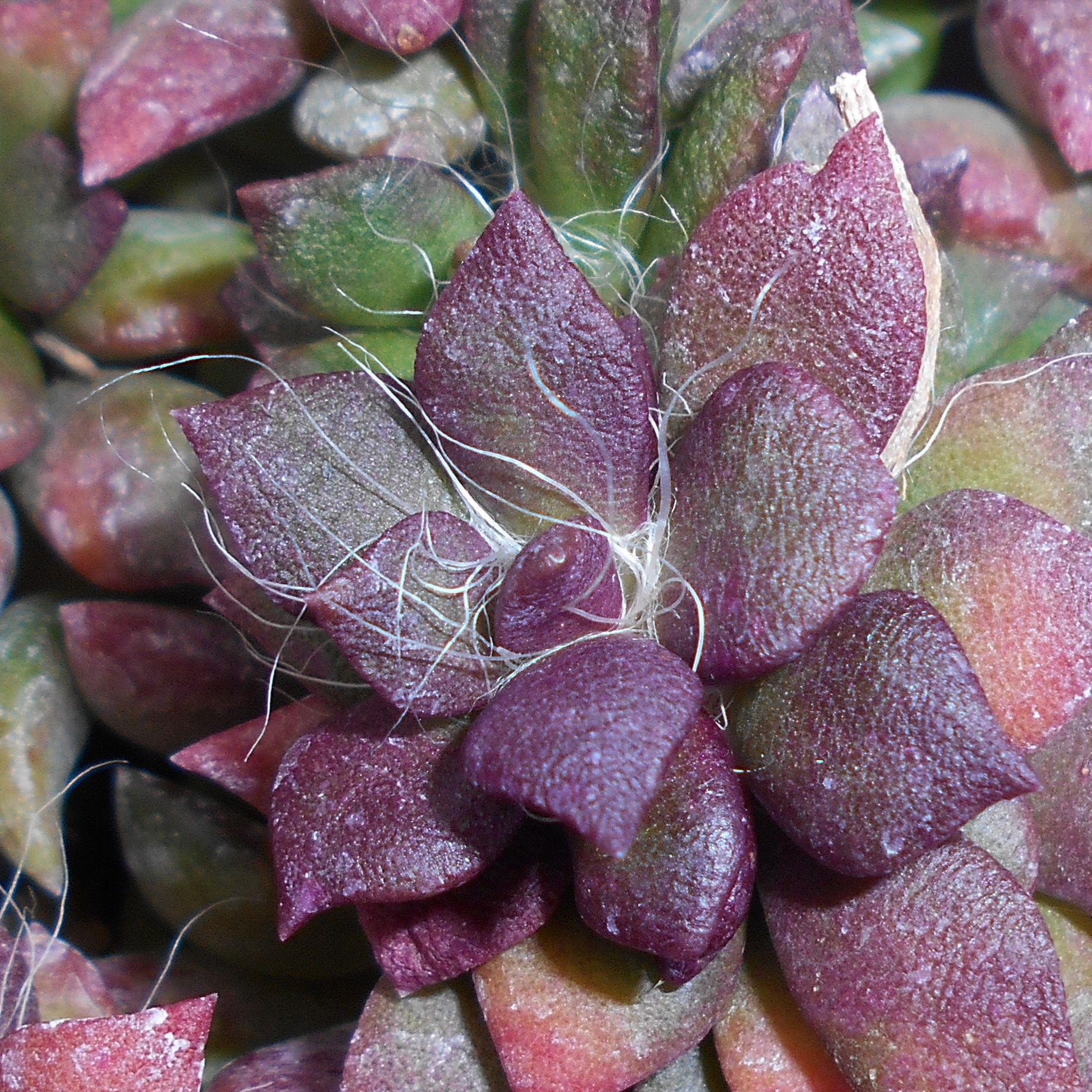
Anacampseros telephiastrum

Die Gattung Anacampseros umfasst folgende Arten:
- Anacampseros albidiflora Poelln.
- Anacampseros albissima Marloth (Syn. Avonia albissima (Marloth) G.D.Rowley)
- Anacampseros alstonii  Schönland (Syn. Avonia quinaria subsp. alstonii (Schönland) G.D.Rowley)
- Anacampseros arachnoides (Haw.) Sims
- Anacampseros australiana J.M.Black (Syn. Grahamia australiana (J.M.Black) G.D.Rowley)
- Anacampseros baeseckei Dinter
- Anacampseros bayeriana S.A.Hammer
- Anacampseros buderiana Poelln. (Syn. Avonia recurvata subsp. buderiana (Poelln.) G.Will.)
- Anacampseros coahuilensis (S.Watson) Eggli & Nyffeler (Syn. Grahamia coahuilensis (S.Watson) G.D.Rowley)
- Anacampseros comptonii Pillans
- Anacampseros decapitata Burgoyne & J.van Thiel[6]
- Anacampseros dinteri Schinz (Syn. Avonia dinteri (Schinz) G.D.Rowley)
- Anacampseros filamentosa (Haw.) Sims
  - Anacampseros filamentosa subsp. filamentosa
  - Anacampseros filamentosa subsp. namaquensis (H.Pearson & Stephens) G.D.Rowley
  - Anacampseros filamentosa subsp. tomentosa (A.Berger) Gerbaulet
- Anacampseros gariepensis (G.Will.) Snijman (Syn.Avonia gariepensis G.Will.)
- Anacampseros grisea (G.Will.) Dreher (Syn.Avonia grisea G.Will.)
- Anacampseros herreana Poelln. (Syn. Avonia herreana (Poelln.) G.D.Rowley)
- Anacampseros hillii G.Will.[7]
- Anacampseros karasmontana Dinter
- Anacampseros kurtzii Bacig. (Syn. Grahamia kurtzii (Bacig.) G.D.Rowley)
- Anacampseros lanceolata (Haw.) Sweet
  - Anacampseros lanceolata subsp. lanceolata
  - Anacampseros lanceolata subsp. nebrownii (Poelln.) Gerbaulet
- Anacampseros lavbleckiana (G.Will.) Dreher (Syn. Avonia lavbleckiana G.Will.)
- Anacampseros mallei (G.Will.) G.Will. (Syn. Avonia mallei G.Will.)
- Anacampseros marlothii Poelln.
- Anacampseros papyracea E.Mey. ex Fenzl (Syn. Avonia papyracea (E.Mey. ex Fenzl) G.D.Rowley)
  - Anacampseros papyracea subsp. papyracea
  - Anacampseros papyracea subsp. namaensis Gerbaulet (Syn. Avonia papyracea subsp. namaensis (Gerbaulet) G.D.Rowley)
- Anacampseros perplexa (G.Will.) Snijman (Syn. Avonia perplexa G.Will.)
- Anacampseros pisina G.Will.
- Anacampseros prominens G.Will. (Syn. Avonia prominens (G.Will.) G.Will.)
- Anacampseros quinaria E.Mey. ex Fenzl (Syn. Avonia quinaria (E.Mey. ex Fenzl) G.D.Rowley)
- Anacampseros recurvata Schönland (Syn. Avonia recurvata (Schönland) G.D.Rowley)
  - Anacampseros recurvata subsp. recurvata
  - Anacampseros recurvata subsp. minuta Gerbaulet (Syn. Avonia recurvata subsp. minuta (Gerbaulet) G.D.Rowley)
- Anacampseros retusa Poelln.
  - Anacampseros retusa subsp. retusa
  - Anacampseros retusa subsp. lanuginosa G.Will.[8]
- Anacampseros rhodesica N.E.Br. (Syn. Avonia rhodesica (N.E.Br.) G.D.Rowley)
- Anacampseros rufescens (Haw.) Sweet
- Anacampseros ruschii Dinter & Poelln. (Syn. Avonia ruschii (Dinter & Poelln.) G.D.Rowley)
- Anacampseros scopata G.Will.
- Anacampseros subnuda Poelln.
  - Anacampseros subnuda subsp. subnuda
  - Anacampseros subnuda subsp. lubbersii (Bleck) Gerbaulet
- Anacampseros telephiastrum DC.
- Anacampseros ustulata E.Mey. ex Fenzl (Syn. Avonia ustulata (E.Mey. ex Fenzl) G.D.Rowley)
- Anacampseros vanthielii G.Will.[9]
- Anacampseros variabilis Poelln. (Syn. Avonia variabilis (Poelln.) G.Will.)
- Anacampseros vespertina Thulin[10]
- Anacampseros vulcanensis Añon (Syn. Grahamia vulcanensis (Añon) G.D.Rowley)

## Botanische Geschichte

### Entwicklung der Systematik

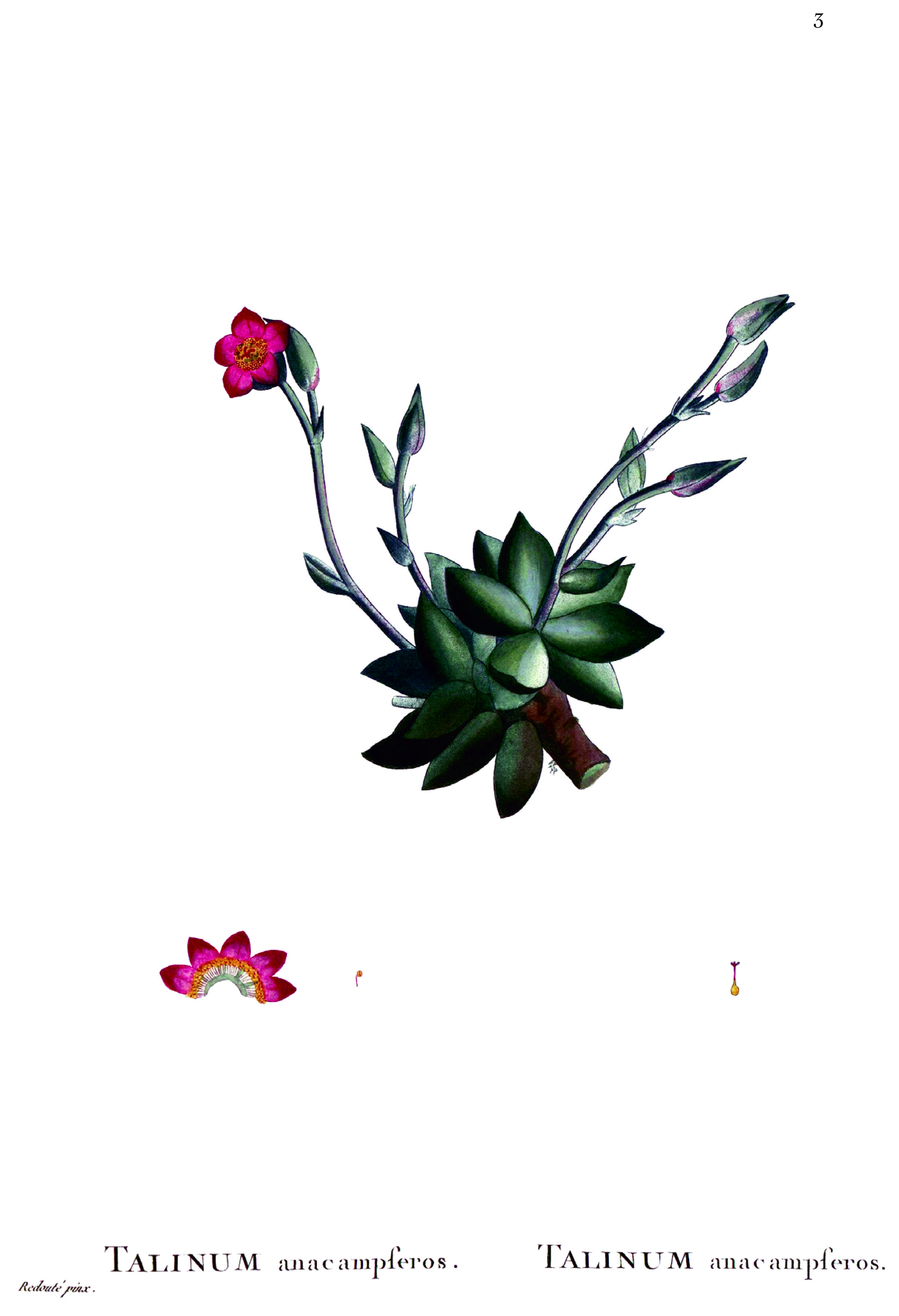
Anacampseros telephiastrum – dieses Aquarell von Pierre-Joseph Redouté ist der Iconotypus der Typusart der Gattung

William Henry Harvey und Otto Wilhelm Sonder kannten Anfang der 1860er Jahre in ihrer Flora Capensis neun Arten. Alwin Berger führte 1908 in seiner Bearbeitung der Mesembrianthemen und Portulacaceen 21 Arten auf, die wie bereits bei Harvey und Sonder in die beiden Untergattungen Avonia und Telephiastrum gegliedert waren. Kurt Dinter erweiterte diese Unterteilung 1923 um die Rosulatae, als er Anacampseros dielsiana (heute ein Synonym von Anacampseros karasmontana) erstbeschrieb. Als Karl von Poellnitz (1896–1945) Ende der 1920er Jahre begann, sich intensiver mit der Gattung zu beschäftigen, kannte er etwa 40 Arten. 1933 veröffentlichte er seine Überblicksschrift Anacampseros L.: Versuch einer Monographie.
Eine umfassende Monografie der Gattung Anacampseros wurde 1992 von Maike Gerbaulet veröffentlicht. Gordon Douglas Rowley ordnete 1994 in der Zeitschrift Bradleya die Gattung Anacampseros neu. Er erhob die Untergattung bzw. Sektion Avonia in den Rang einer eigenständigen Gattung. Außerdem stellte er die einzigen Arten der Gattungen Xenia (Xenia vulcanensis) und Talinopsis (Talinopsis frutescens), die aus zwei Arten bestehende Gattung Talinaria (Talinaria palmeri und Talinaria coahuilensis) sowie die monotypische Sektion Anacampseros sect. Tuberosae mit der in Australien heimischen Art Anacampseros australiana in die ehemals monotypische Gattung Grahamia. Die lange in der Familie Portulacaceae geführte Gattung Anacampseros wurde 2010 aufgrund molekulargenetischer Untersuchungen gemeinsam mit den nahen verwandten Gattungen Grahamia und Talinopsis von Urs Eggli und Reto Nyffeler in die neue Familie Anacampserotaceae gestellt.

### Konservierung des Gattungsnamens

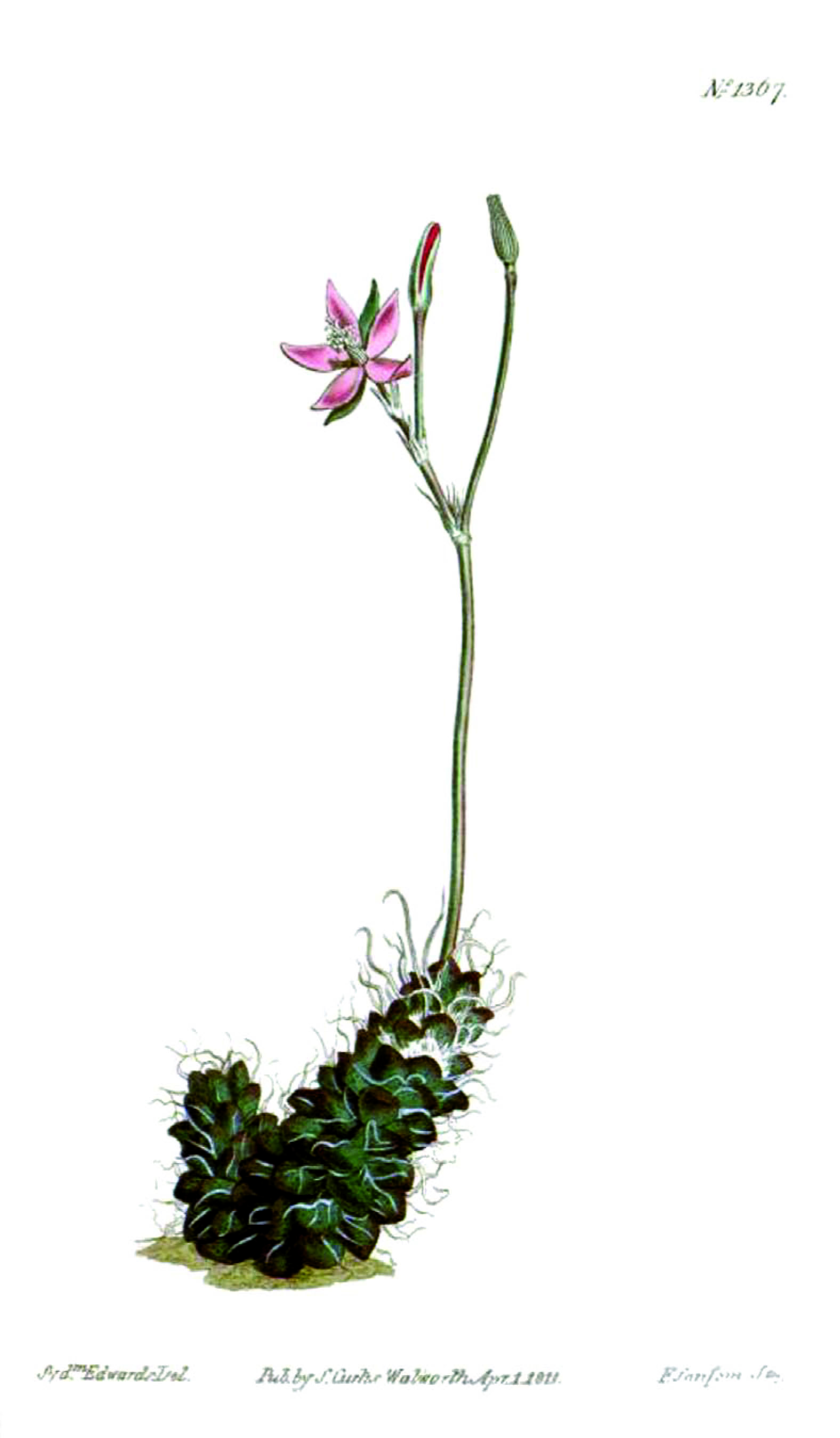
Anacampseros filamentosa auf Tafel 1367 aus Curtis’s Botanical Magazine von 1811 gezeichnet von Sydenham Teast Edwards (1768–1819)

Eine auf dem Fünften Internationalen Botanischen Kongress 1930 in Cambridge angenommene Neuregelung der Behandlung von Homonymen machte es in der Folge erforderlich, zahlreiche etablierte, aber später veröffentlichte Gattungsnamen zu bewahren. Alfred Rehder untersuchte die bekannte taxonomische Literatur hinsichtlich des Namens Anacampseros. Er fand folgende Namen in Gebrauch: Anacampseros Mill. (1754), Anacampseros P.Browne (1756) und Anacampseros Sims (1811). Philip Millers Name gehörte in die Familie Crassulaceae, wurde nur von wenigen Autoren übernommen und bezog sich auf Arten, die im Allgemeinen zur Gattung Sedum gerechnet werden. Patrick Brownes Anacampseros war ein illegetimer Gattungsname, da Browne keine Gattungsbeschreibung gegeben hatte. Weite Anwendung durch Botaniker erfuhr der Name Anacampseros im Sinne der 1811 von John Sims in Curtis’s Botanical Magazine veröffentlichten Beschreibung und Abbildung zweier Arten. Rehder schlug daher vor, den Namen Anacampseros Sims zu bewahren und weiterhin die beiden auf dem Typus von Anacampseros telephiastrum beruhenden Gattungen Ruelingia Ehrh. (1788) und Telephiastrum Medik. (1789) ebenfalls als nomen conservandum zu führen. Der 6. Internationale Botanische Kongress von 1935 in Amsterdam nahm diesen Vorschlag an.
Harold William Rickett (1896–1989) und Frans Antonie Stafleu schlugen 1959 vor, die 1935 angenommene Regelung zugunsten von Anacampseros  Wernisch. (1763) zu ändern, da Johann Jacob Wernischeck (1743–1804) den von Linné in seiner 1752 erschienenen 4. Auflage von Genera Plantarum aufgeführten Namen als ersten verwendet habe. Im Internationalen Code der Botanischen Nomenklatur von 1961 wurde auf Seite 257 schließlich Linnés Schrift Opera Varia von 1758 zugrunde gelegt und die beiden bewahrten Gattungsnamen Ruelingia und Telephastrum wieder aus dem Code gelöscht.

## Nachweise

## Weiterführende Literatur
- Maike Gerbaulet: Die Gattung Anacampseros L. (Portulacaceae). 1. Untersuchungen zur Systematik. In: Botanische Jahrbücher für Systematik, Pflanzengeschichte und Pflanzengeographie. Band 113, Nummer 4, 1992, S. 477–564.
- Maike Gerbaulet: Die Gattung Anacampseros L. (Portulacaceae): 2. Untersuchungen zur Biogeographie. In: Botanische Jahrbücher für Systematik, Pflanzengeschichte und Pflanzengeographie. Band 113, Nummer 4, 1992, S. 565–576.
- Lonnie J. Guralnick, Amanda Cline, Monica Smith, Rowan F. Sage: Evolutionary physiology: the extent of C4 and CAM photosynthesis in the genera Anacampseros and Grahamia of the Portulacaceae. In: Journal of Experimental Botany. Band 59, Nummer 7, S. 1735–1742 (doi:10.1093/jxb/ern081).
- Karl von Poellnitz: Anacampseros L.: Versuch einer Monographie. In: Botanische Jahrbücher. Band 65, 1933, S. 382–448.
- Gordon D. Rowley: Anacampseros and allied genera: A reassessment. In: Bradleya. Band 12, 1994, S. 105–112.
- Gordon D. Rowley: Anacampseros, Avonia, Grahamia: A grower’s guide. British Cactus and Succulent Society, 1995.